# Atos
Atos es una empresa francesa de servicios digitales (ESN), creada en 1997. Es una de las 10 ESN más grandes del mundo, con una facturación anual cercana a los 11.000 millones de euros en 2019 y alrededor de 110.000 empleados repartidos en 73 países. El grupo, líder europeo en nube, ciberseguridad y supercomputación desde la adquisición de Bull, figura en el CAC 40. Desde 2001, Atos ha sido el socio global de TI de los Juegos Olímpicos y Paralímpicos.